# صوت الأزهر
صوت الأزهر هي جريدة أسبوعية مصرية رسمية تابعة للأزهر الشريف، يرأس تحريرها أحمد الصاوي، أُسست سنة 1999 على يد الكاتب الصحفي جمال بدوي، وذلك في عهد الإمام الأكبر محمد سيد طنطاوي شيخ الأزهر، وصدر العدد الأول من الجريدة في أكتوبر 1999.

## وصلات خارجية
- الموقع الرسمي للجريدة.
- الصفحة الرسمية للجريدة على موقع فيس بوك.